# Apnea (Emma)
Apnea è un singolo della cantautrice italiana Emma, pubblicato il 7 febbraio 2024 come quinto estratto dal settimo album in studio Souvenir.
Il brano è stato presentato in gara durante la 74ª edizione del Festival di Sanremo, dove si è classificato al quattordicesimo posto al termine della kermesse musicale.

## Descrizione
Il brano è stato scritto dalla stessa Emma Marrone con Paolo Antonacci, Tropico e Julien Boverod. Emma ha raccontato che il brano è stato pensato come «il risultato finale di Souvenir» e introduzione a un nuovo percorso artistico. In un'intervista rilasciata a Radio Italia ha spiegato il significato del brano:
Apnea segna inoltre la quarta partecipazione della cantante al Festival di Sanremo dopo la vittoria con Non è l'inferno (2012), Arriverà con i Modà (2011) e Ogni volta è così (2022).

## Accoglienza
Il brano ha ottenuto recensioni generalmente favorevoli da parte della critica musicale italiana.
Andrea Laffranchi del Corriere della Sera descrive il brano come delle «confessioni elettro-pop dall'interno di una relazione» dal ritmo «giocoso». Anche Silvia Danielli di Billboard Italia scrive che la cantante «sceglie una nuova strada» rispetto alle ballad o al rock, con un brano «decisamente uptempo con un bridge inusuale e particolarmente catchy», definendola «un’artista che stupisce davvero». Il Messaggero afferma che con il brano la cantante sia «più a fuoco» rispetto a Ogni volta è così del 2022, riscontrando nel ritornello un riferimento a Non succederà più di Claudia Mori e alla musica anni 1980. Similmente Fabio Fiume di All Music Italia conferma la presenza di «una cassa stile primi anni 80, [...] ripulita dai sussurri dell’epoca» apprezzando il fatto di aver «giocato a tirare un colpo che la gente da lei probabilmente non si aspettava» non riproponendo se stessa.
Chiara Oltolini di Vanity Fair Italia riscontra nell'interpretazione del brano «grande ritmo, grande grinta». Anche Andrea Conti de Il Fatto Quotidiano afferma che l'artista nel brano appaia «scatenata e grintosa» grazie a «un beat incessante nel ritornello», su cui canta di «un rapporto d’amore in bilico tra passato e presente». Gianni Poglio di Panorama scrive che il brano si presenti con «un uptempo efficace e una bella linea melodica» impostato su una produzione dance, sebbene non convincente sul ritornello.
Meno entusiasta Filippo Ferrari di Rolling Stone Italia il quale ritiene che il brano prosegua il percorso intrapreso con Amore cane e Taxi sulla Luna, trovandola «tamarra». Francesco Prisco de Il Sole 24 Ore afferma che la produzione ricerca un «pop contemporaneo», ma nel risultato «esce quello che potrebbe essere un pezzo di Pupo».

## Video musicale
Il video musicale del brano, diretto da Bogdan "Chilldays" Plakov, è stato pubblicato il 7 febbraio 2024 attraverso il canale YouTube della cantante.
Il giorno seguente, è stata pubblicato un videoclip alternativo di Apnea, tratto da una coreografia speciale della nazionale italiana di nuoto artistico, eseguita durante il ritiro di preparazione ai Campionati mondiali di nuoto del 2024 in Qatar.

## Tracce
Testi e musiche di Emma Marrone, Davide Petrella, Paolo Antonacci e Julien Boverod.
1. Apnea – 3:00

Apnea (Alternative versions) 
1. Apnea – 3:00
2. Apnea (Acoustic Version) – 3:16
3. Apnea (JxN Remix) – 3:07
4. Apnea (Instrumental) – 3:00

## Classifiche

### Classifiche settimanali
| Classifica (2024) | Posizione massima |
| ----------------- | ----------------- |
| Italia            | 9                 |
| Svizzera          | 81                |

### Classifiche di fine anno
| Classifica (2024) | Posizione |
| ----------------- | --------- |
| Italia            | 23        |

## Riconoscimenti
- Music Awards
  - 2024 – Premio singolo multiplatino[28]

- Videoclip Italia Awards
  - 2025 – Candidatura alla migliore scenografia[29]